# Toucountouna
Toucountouna är en kommun i departementet Atacora i Benin. Kommunen hade 39 779 invånare år 2013.

## Arrondissement
Toucountouna är delat i tre arrondissement: Kouarfa, Tampégré och Toucountouna.